# Albert-Auguste Cochon de Lapparent
Albert-Auguste Cochon de Lapparent, född 30 december 1839 i Bourges, död 4 maj 1908 i Paris, var en fransk geolog.
Lapparent var professor vid katolska universitetet i Paris och franska vetenskapsakademiens ständige sekreterare 1907–q1908. Bland hans arbeten kan nämnas Traité de géologie (1882; femte upplagan 1905) och Leçons de géographie physique (1896; tredje upplagan 1907), båda av mycket stor betydelse, utgörande dåtidens viktigaste franska arbeten i allmän geologi.